# Reserva Natural de Opuksky
A Reserva Natural de Opuksky (em russo:  Опу́кский природный заповедник, transl. Opúkskiy prirodniy zapovednik; em ucraniano:  Опу́цький приро́дний запові́дник, transl. Opútsky priródny zapovídnyk; em tártaro da Crimeia:  Opuk tabiat qoruğı) é uma reserva natural protegida localizada na costa sul da península de Querche. Está centrada em um maciço de calcário (Opuk) que se eleva das planícies de Querche, e um lago salgado (Koyashskoye). O local é uma zona húmida de importância internacional da Ramsar.

## Clima e ecorregião
Opuksky tem um clima continental húmido de verão quente (classificação climática de Köppen-Geiger: Dfa), com grandes diferenciais de temperatura sazonal e um verão quente (pelo menos um mês com média superior a 22 °C (71,6 °F), e invernos amenos. As temperaturas médias na reserva variam de 2 °C (35,6 °F) em janeiro a 23 °C (73,4 °F) em julho, e a média anual de precipitação é de 270 mm.
A reserva está localizada na ecorregião da estepe Pôntico-Cáspia, uma região que cobre uma extensão de pastagens que se estende das margens norte do mar Negro até ao oeste do Cazaquistão.

## Fauna e flora
O terreno mais elevado exibe plantas de várias estepes costeiras e os cordões arenosos suportam o Crambe e outras espécies endémicas da península da Crimeia. A reserva é um importante suporte para aves, com mais de 200 espécies sendo registadas no local. Nas grutas da encosta de Opuk, existe uma grande colónia de morcegos com várias espécies listadas no Livro Vermelho da Ucrânia, como o morcego-de-ferradura-grande, morcego-rato-pequeno e morcego-de-bigodes. Para proteger esses animais de fatores perturbadores durante a temporada de acasalamento, a administração da Reserva de Opuksky proíbe a entrada nas grutas de 1 de abril a 1 de outubro. A colónia formou grandes depósitos de guano no chão das galerias.